# 大鳞腔吻鳕
大鳞腔吻鳕（学名：Coelorhynchus macrolepis）为輻鰭魚綱鱈形目鼠尾鳕科腔吻鳕属的鱼类。分布于宋岛八打雁的BalayanBay以及南中国海东部和吕宋岛西南部以西等，属于南中国海东部和吕宋岛西南部以西水深353-431.6米的底层鱼类，生活習性不明。该物种的模式产地在中国海，吕宋岛西南。